# Seznam prvních dam Ruské federace
Seznam prvních dam Ruské federace představuje chronologický seznam manželek prezidentů Ruské federace, které jsou tradičně označovány jako první dámy. Pozice první dámy není v Rusku nijak zákonně ukotvena, jde pouze o neformální roli vycházející ze zvyklostí. Podle tradičního přístupu by měla společensky reprezentovat či věnovat se charitativní činnosti.
Od dubna 2014 je tato pozice uvolněna, neboť prezident Vladimír Putin se rozvedl.

## Seznam
| Pořadí | Portrét | Jméno                             | Nástup do pozice  | Opuštění pozice   | Prezident         |
| ------ | ------- | --------------------------------- | ----------------- | ----------------- | ----------------- |
| 1.     |         | Naina Iosifovna Jelcinová         | 10. července 1991 | 31. prosince 1999 | Boris Jelcin      |
| 2.     |         | Ljudmila Alexandrovna Putinová    | 31. prosince 1999 | 7. května 2008    | Vladimír Putin    |
| 3.     |         | Světlana Vladimírovna Medveděvová | 7. května 2008    | 7. května 2012    | Dimitrij Medvěděv |
| 4.     |         | Ljudmila Alexandrovna Putinová    | 7. května 2012    | 2. dubna 2014     | Vladimír Putin    |